# Női kajak egyes 500 méter a 2004. évi nyári olimpiai játékokon
Itt találhatók a 2004. évi nyári olimpiai játékok kajak-kenu versenyein, a női kajak egyesek 500 méteres számának eredményei.
Huszonhárom nemzet összesen ugyanennyi versenyzője vett részt a viadalon.
Az előfutamokat augusztus 24-én, a középfutamokat augusztus 26-án, a döntőt pedig augusztus 28-án rendezték az athéni Szkíniasz evezős és kajak-kenu központban.

## Versenyidőpontok
Minden időpont helyi, athéni (UTC+3) idő szerint van megadva.
A futam után zárójelben lévő szám jelzi, hogy a teljes olimpiai kajak-kenu versenysorozatban az adott futam hanyadik volt.
| Dátum                          | Kezdési időpont | Futam                          |
| ------------------------------ | --------------- | ------------------------------ |
| 2004. augusztus 24., kedd      | 09.45           | Első előfutam (22. futam)      |
| 2004. augusztus 24., kedd      | 09.50           | Második előfutam (23. futam)   |
| 2004. augusztus 24., kedd      | 10.00           | Harmadik előfutam (24. futam)  |
| 2004. augusztus 26., csütörtök | 09.20           | Első középfutam (45. futam)    |
| 2004. augusztus 26., csütörtök | 09.30           | Második középfutam (46. futam) |
| 2004. augusztus 28., szombat   | 09.20           | Döntő (59. futam)              |

## Érmesek
Az olasz Josefa Idemnek nem sikerült a címvédés, mivel a magyar Janics Natasa legyőzte. Ezzel nyolc év után lett ismét magyar olimpiai bajnok ebben a számban.
A magyar versenyző eltérő háttérszínnel kiemelve.
| Arany                              | Ezüst                           | Bronz                          |
| ---------------------------------- | ------------------------------- | ------------------------------ |
| Janics Natasa · Magyarország (HUN) | Josefa Idem · Olaszország (ITA) | Caroline Brunet · Kanada (CAN) |

## Eredmények
Az alábbi táblázatok a hivatalos jegyzőkönyv alapján készültek (lásd Források).
Az Eredmény oszlop két, 250 méteres részre van bontva. A pályán itt voltak úgynevezett mérési pontok. Egy-egy versenyző eredményénél a sorok a következőket jelentik:
1. sor: az adott táv teljesítésekor elért összeredmény, zárójelben az akkori helyezéssel. Az első oszlopban másodperc, vagy perc:másodperc alakban, a másodikban pedig perc:másodperc alakban.
2. sor: az adott táv 250 méteres részeredménye, zárójelben az adott 250 méteres szakaszban elért helyezés. Az első oszlop természetszerűleg azért üres, mert megegyezik az 1. sorban lévő eredménnyel.
3. sor: másodperc alakban jelzi, hogy az adott sportoló mekkora távolságra volt a megfelelő mérési pontnál elsőként áthaladó versenyzőhöz képest. Természetesen egy-egy oszlopban kizárólag akkor van beírva idő, ha annál a mérési pontnál nem az adott nemzet sportolója volt az első helyen.
A Kvalifikáció oszlopban az alábbi négy rövidítés található:
- QF: a versenyző bejutott a döntőbe
- QS: a versenyző bejutott valamelyik középfutamba
- X: a versenyző kiesett
- DSQ: a sportolót kizárták a versenyből

### Előfutamok
Az előfutamok első helyezettjei automatikusan a döntőbe jutottak. A másodiktól a hetedik helyig célba érők valamelyik középfutamba kerültek. A nyolcadik helyezettek pedig kiestek.

#### Első előfutam
| Helyezés | Pálya | Nemzet              | Rajtszám | Név                  | Eredmény | Eredmény | Eredmény | Eredmény | Kvalifikáció |
| Helyezés | Pálya | Nemzet              | Rajtszám | Név                  | 250m     | 250m     | 500m     | 500m     | Kvalifikáció |
| -------- | ----- | ------------------- | -------- | -------------------- | -------- | -------- | -------- | -------- | ------------ |
| 1.       | 5.    | Magyarország (HUN)  | 131      | Janics Natasa        | 54,31    | (1)      | 1:49,870 | (1)      | QF           |
| 1.       | 5.    | Magyarország (HUN)  | 131      | Janics Natasa        |          |          | 55,560   | (1)      | QF           |
| 1.       | 5.    | Magyarország (HUN)  | 131      | Janics Natasa        |          |          |          |          | QF           |
| 2.       | 6.    | Németország (GER)   | 115      | Katrin Wagner        | 57,08    | (5)      | 1:53,234 | (2)      | QS           |
| 2.       | 6.    | Németország (GER)   | 115      | Katrin Wagner        |          |          | 56,154   | (2)      | QS           |
| 2.       | 6.    | Németország (GER)   | 115      | Katrin Wagner        | 2,77     |          | 3,364    |          | QS           |
| 3.       | 1.    | Izrael (ISR)        | 137      | Larisza Peszjahovics | 55,12    | (2)      | 1:54,234 | (3)      | QS           |
| 3.       | 1.    | Izrael (ISR)        | 137      | Larisza Peszjahovics |          |          | 59,114   | (3)      | QS           |
| 3.       | 1.    | Izrael (ISR)        | 137      | Larisza Peszjahovics | 0,81     |          | 4,364    |          | QS           |
| 4.       | 4.    | Kína (CHN)          | 59       | Li Ting              | 55,35    | (3)      | 1:55,474 | (4)      | QS           |
| 4.       | 4.    | Kína (CHN)          | 59       | Li Ting              |          |          | 1:00,124 | (4)      | QS           |
| 4.       | 4.    | Kína (CHN)          | 59       | Li Ting              | 1,04     |          | 5,604    |          | QS           |
| 5.       | 3.    | Franciaország (FRA) | 94       | Nathalie Marie       | 56,32    | (4)      | 1:57,342 | (5)      | QS           |
| 5.       | 3.    | Franciaország (FRA) | 94       | Nathalie Marie       |          |          | 1:01,022 | (5)      | QS           |
| 5.       | 3.    | Franciaország (FRA) | 94       | Nathalie Marie       | 2,01     |          | 7,472    |          | QS           |
| 6.       | 2.    | Argentína (ARG)     | 2        | Fernanda Lauro       | 58,14    | (6)      | 1:59,474 | (6)      | QS           |
| 6.       | 2.    | Argentína (ARG)     | 2        | Fernanda Lauro       |          |          | 1:01,334 | (6)      | QS           |
| 6.       | 2.    | Argentína (ARG)     | 2        | Fernanda Lauro       | 3,83     |          | 9,604    |          | QS           |
| 7.       | 8.    | Vietnám (VIE)       | 247      | Đòàn Thị Cách        | 1:02,74  | (7)      | 2:06,126 | (7)      | QS           |
| 7.       | 8.    | Vietnám (VIE)       | 247      | Đòàn Thị Cách        |          |          | 1:03,386 | (7)      | QS           |
| 7.       | 8.    | Vietnám (VIE)       | 247      | Đòàn Thị Cách        | 8,43     |          | 16,256   |          | QS           |
|          | 7.    | Kazahsztán (KAZ)    | 149      | Natalja Szergejeva   |          |          |          |          | DSQ          |
|          | 7.    | Kazahsztán (KAZ)    | 149      | Natalja Szergejeva   |          |          |          |          | DSQ          |
|          | 7.    | Kazahsztán (KAZ)    | 149      | Natalja Szergejeva   |          |          |          |          | DSQ          |

| Hivatalos személyek | Hivatalos személyek         | Hivatalos személyek | Hivatalos személyek         |
| ------------------- | --------------------------- | ------------------- | --------------------------- |
| Versenyigazgató:    | Frank Garner (kanadai)      | Pályabíró:          | Charalampos Vlachos (görög) |
| Indítóbíró:         | Gunter Stahlschmidt (német) | Pályabíró:          | Vaskuti István (magyar)     |
|                     |                             | Vezető célbíró:     | Onorato Lanza (olasz)       |

| Időjárási viszonyok  | Időjárási viszonyok | Időjárási viszonyok | Időjárási viszonyok | Időjárási viszonyok | Időjárási viszonyok |
| -------------------- | ------------------- | ------------------- | ------------------- | ------------------- | ------------------- |
| Levegő hőmérséklete: | 24,0 °C             | Szélerősség:        | 4,6 / 4,0 m/s       | Szélirány:          |                     |
| Víz hőmérséklete:    | 27,5 °C             | Körülmények:        | napos               | Szélirány:          |                     |
| Páratartalom:        | 60,0%               |                     |                     | Szélirány:          |                     |

#### Második előfutam
| Helyezés | Pálya | Nemzet               | Rajtszám | Név                | Eredmény | Eredmény | Eredmény | Eredmény | Kvalifikáció |
| Helyezés | Pálya | Nemzet               | Rajtszám | Név                | 250m     | 250m     | 500m     | 500m     | Kvalifikáció |
| -------- | ----- | -------------------- | -------- | ------------------ | -------- | -------- | -------- | -------- | ------------ |
| 1.       | 5.    | Kanada (CAN)         | 50       | Caroline Brunet    | 54,99    | (2)      | 1:50,366 | (1)      | QF           |
| 1.       | 5.    | Kanada (CAN)         | 50       | Caroline Brunet    |          |          | 55,376   | (1)      | QF           |
| 1.       | 5.    | Kanada (CAN)         | 50       | Caroline Brunet    | 0,37     |          |          |          | QF           |
| 2.       | 4.    | Olaszország (ITA)    | 140      | Josefa Idem        | 54,62    | (1)      | 1:50,466 | (2)      | QS           |
| 2.       | 4.    | Olaszország (ITA)    | 140      | Josefa Idem        |          |          | 55,846   | (2)      | QS           |
| 2.       | 4.    | Olaszország (ITA)    | 140      | Josefa Idem        | 0,100    |          |          |          | QS           |
| 3.       | 6.    | Belgium (BEL)        | 14       | Petra Santy        | 55,30    | (3)      | 1:52,834 | (3)      | QS           |
| 3.       | 6.    | Belgium (BEL)        | 14       | Petra Santy        |          |          | 57,534   | (3)      | QS           |
| 3.       | 6.    | Belgium (BEL)        | 14       | Petra Santy        | 0,68     |          | 2,468    |          | QS           |
| 4.       | 7.    | Nagy-Britannia (GBR) | 98       | Lucy Hardy         | 56,61    | (6)      | 1:54,518 | (4)      | QS           |
| 4.       | 7.    | Nagy-Britannia (GBR) | 98       | Lucy Hardy         |          |          | 57,908   | (4)      | QS           |
| 4.       | 7.    | Nagy-Britannia (GBR) | 98       | Lucy Hardy         | 1,99     |          | 4,152    |          | QS           |
| 5.       | 3.    | Csehország (CZE)     | 73       | Michaela Strnadová | 56,09    | (4)      | 1:55,806 | (5)      | QS           |
| 5.       | 3.    | Csehország (CZE)     | 73       | Michaela Strnadová |          |          | 59,716   | (6)      | QS           |
| 5.       | 3.    | Csehország (CZE)     | 73       | Michaela Strnadová | 1,47     |          | 5,440    |          | QS           |
| 6.       | 2.    | Üzbegisztán (UZB)    | 240      | Yuliya Borzova     | 57,24    | (7)      | 1:56,586 | (6)      | QS           |
| 6.       | 2.    | Üzbegisztán (UZB)    | 240      | Yuliya Borzova     |          |          | 59,346   | (5)      | QS           |
| 6.       | 2.    | Üzbegisztán (UZB)    | 240      | Yuliya Borzova     | 2,62     |          | 6,220    |          | QS           |
| 7.       | 8.    | Ausztrália (AUS)     | 6        | Amanda Rankin      | 56,21    | (5)      | 1:56,678 | (7)      | QS           |
| 7.       | 8.    | Ausztrália (AUS)     | 6        | Amanda Rankin      |          |          | 1:00,468 | (7)      | QS           |
| 7.       | 8.    | Ausztrália (AUS)     | 6        | Amanda Rankin      | 1,59     |          | 6,312    |          | QS           |
| 8.       | 1.    | Indonézia (INA)      | 135      | Sarce Aronggear    | 58,21    | (8)      | 2:03,790 | (8)      | X            |
| 8.       | 1.    | Indonézia (INA)      | 135      | Sarce Aronggear    |          |          | 1:05,580 | (8)      | X            |
| 8.       | 1.    | Indonézia (INA)      | 135      | Sarce Aronggear    | 3,59     |          | 13,424   |          | X            |

| Hivatalos személyek | Hivatalos személyek         | Hivatalos személyek | Hivatalos személyek    |
| ------------------- | --------------------------- | ------------------- | ---------------------- |
| Versenyigazgató:    | Frank Garner (kanadai)      | Pályabíró:          | Peter Bland (brit)     |
| Indítóbíró:         | Gunter Stahlschmidt (német) | Pályabíró:          | Rafal Piszcz (lengyel) |
|                     |                             | Vezető célbíró:     | Onorato Lanza (olasz)  |

| Időjárási viszonyok  | Időjárási viszonyok | Időjárási viszonyok | Időjárási viszonyok | Időjárási viszonyok | Időjárási viszonyok |
| -------------------- | ------------------- | ------------------- | ------------------- | ------------------- | ------------------- |
| Levegő hőmérséklete: | 24,0 °C             | Szélerősség:        | 5,8 / 4,0 m/s       | Szélirány:          |                     |
| Víz hőmérséklete:    | 27,5°C              | Körülmények:        | napos               | Szélirány:          |                     |
| Páratartalom:        | 60,0%               |                     |                     | Szélirány:          |                     |

#### Harmadik előfutam
| Helyezés | Pálya | Nemzet                 | Rajtszám | Név                       | Eredmény | Eredmény | Eredmény | Eredmény | Kvalifikáció |
| Helyezés | Pálya | Nemzet                 | Rajtszám | Név                       | 250m     | 250m     | 500m     | 500m     | Kvalifikáció |
| -------- | ----- | ---------------------- | -------- | ------------------------- | -------- | -------- | -------- | -------- | ------------ |
| 1.       | 7.    | Szlovákia (SVK)        | 207      | Marcela Erbanová          | 56,73    | (3)      | 1:53,508 | (1)      | QF           |
| 1.       | 7.    | Szlovákia (SVK)        | 207      | Marcela Erbanová          |          |          | 56,778   | (2)      | QF           |
| 1.       | 7.    | Szlovákia (SVK)        | 207      | Marcela Erbanová          | 0,36     |          |          |          | QF           |
| 2.       | 5.    | Lengyelország (POL)    | 167      | Aneta Pastuszka           | 56,37    | (1)      | 1:53,840 | (2)      | QS           |
| 2.       | 5.    | Lengyelország (POL)    | 167      | Aneta Pastuszka           |          |          | 57,470   | (3)      | QS           |
| 2.       | 5.    | Lengyelország (POL)    | 167      | Aneta Pastuszka           | 0,332    |          |          |          | QS           |
| 3.       | 1.    | Görögország (GRE)      | 117      | Athiná-Theodora Alexopúlu | 56,52    | (2)      | 1:54,828 | (3)      | QS           |
| 3.       | 1.    | Görögország (GRE)      | 117      | Athiná-Theodora Alexopúlu |          |          | 58,308   | (4)      | QS           |
| 3.       | 1.    | Görögország (GRE)      | 117      | Athiná-Theodora Alexopúlu | 0,15     |          | 1,320    |          | QS           |
| 4.       | 3.    | Finnország (FIN)       | 90       | Jenni Honkanen            | 59,51    | (7)      | 1:55,244 | (4)      | QS           |
| 4.       | 3.    | Finnország (FIN)       | 90       | Jenni Honkanen            |          |          | 55,734   | (1)      | QS           |
| 4.       | 3.    | Finnország (FIN)       | 90       | Jenni Honkanen            | 3,14     |          | 1,736    |          | QS           |
| 5.       | 4.    | Egyesült Államok (USA) | 238      | Carrie Johnson            | 57,71    | (4)      | 1:57,708 | (5)      | QS           |
| 5.       | 4.    | Egyesült Államok (USA) | 238      | Carrie Johnson            |          |          | 59,998   | (5)      | QS           |
| 5.       | 4.    | Egyesült Államok (USA) | 238      | Carrie Johnson            | 1,34     |          | 4,200    |          | QS           |
| 6.       | 6.    | Oroszország (RUS)      | 196      | Olga Kosztyenko           | 57,84    | (5)      | 1:58,520 | (6)      | QS           |
| 6.       | 6.    | Oroszország (RUS)      | 196      | Olga Kosztyenko           |          |          | 1:00,680 | (6)      | QS           |
| 6.       | 6.    | Oroszország (RUS)      | 196      | Olga Kosztyenko           | 1,47     |          | 5,012    |          | QS           |
| 7.       | 2.    | Japán (JPN)            | 143      | Sirata Mijuki             | 58,81    | (6)      | 2:00,860 | (7)      | QS           |
| 7.       | 2.    | Japán (JPN)            | 143      | Sirata Mijuki             |          |          | 1:02,050 | (7)      | QS           |
| 7.       | 2.    | Japán (JPN)            | 143      | Sirata Mijuki             | 2,44     |          | 7,352    |          | QS           |

| Hivatalos személyek | Hivatalos személyek         | Hivatalos személyek | Hivatalos személyek       |
| ------------------- | --------------------------- | ------------------- | ------------------------- |
| Versenyigazgató:    | Frank Garner (kanadai)      | Pályabíró:          | Cecilia Farias (argentin) |
| Indítóbíró:         | Gunter Stahlschmidt (német) | Pályabíró:          | Miroslav Haviar (szlovák) |
|                     |                             | Vezető célbíró:     | Onorato Lanza (olasz)     |

| Időjárási viszonyok  | Időjárási viszonyok | Időjárási viszonyok | Időjárási viszonyok | Időjárási viszonyok | Időjárási viszonyok |
| -------------------- | ------------------- | ------------------- | ------------------- | ------------------- | ------------------- |
| Levegő hőmérséklete: | 24,0 °C             | Szélerősség:        | 5,0 / 3,8 m/s       | Szélirány:          |                     |
| Víz hőmérséklete:    | 27,5°C              | Körülmények:        | napos               | Szélirány:          |                     |
| Páratartalom:        | 60,0%               |                     |                     | Szélirány:          |                     |

### Középfutamok
A középfutamok első három helyezettjei bejutottak a döntőbe, a többiek pedig kiestek.

#### Első középfutam
| Helyezés | Pálya | Nemzet            | Rajtszám | Név                       | Eredmény | Eredmény | Eredmény | Eredmény | Kvalifikáció |
| Helyezés | Pálya | Nemzet            | Rajtszám | Név                       | 250m     | 250m     | 500m     | 500m     | Kvalifikáció |
| -------- | ----- | ----------------- | -------- | ------------------------- | -------- | -------- | -------- | -------- | ------------ |
| 1.       | 5.    | Németország (GER) | 115      | Katrin Wagner             | 53,81    | (1)      | 1:52,630 | (1)      | QF           |
| 1.       | 5.    | Németország (GER) | 115      | Katrin Wagner             |          |          | 58,820   | (3)      | QF           |
| 1.       | 5.    | Németország (GER) | 115      | Katrin Wagner             |          |          |          |          | QF           |
| 2.       | 3.    | Finnország (FIN)  | 90       | Jenni Honkanen            | 55,81    | (7)      | 1:53,050 | (2)      | QF           |
| 2.       | 3.    | Finnország (FIN)  | 90       | Jenni Honkanen            |          |          | 57,240   | (1)      | QF           |
| 2.       | 3.    | Finnország (FIN)  | 90       | Jenni Honkanen            | 2,00     |          | 0,420    |          | QF           |
| 3.       | 7.    | Kína (CHN)        | 59       | Li Ting                   | 55,28    | (4)      | 1:53,598 | (3)      | QF           |
| 3.       | 7.    | Kína (CHN)        | 59       | Li Ting                   |          |          | 58,318   | (2)      | QF           |
| 3.       | 7.    | Kína (CHN)        | 59       | Li Ting                   | 1,47     |          | 0,968    |          | QF           |
| 4.       | 4.    | Belgium (BEL)     | 14       | Petra Santy               | 55,07    | (3)      | 1:54,534 | (4)      | X            |
| 4.       | 4.    | Belgium (BEL)     | 14       | Petra Santy               |          |          | 59,464   | (4)      | X            |
| 4.       | 4.    | Belgium (BEL)     | 14       | Petra Santy               | 1,26     |          | 1,904    |          | X            |
| 5.       | 6.    | Görögország (GRE) | 117      | Athiná-Theodora Alexopúlu | 55,43    | (5)      | 1:54,950 | (5)      | X            |
| 5.       | 6.    | Görögország (GRE) | 117      | Athiná-Theodora Alexopúlu |          |          | 59,520   | (5)      | X            |
| 5.       | 6.    | Görögország (GRE) | 117      | Athiná-Theodora Alexopúlu | 1,62     |          | 2,320    |          | X            |
| 6.       | 8.    | Oroszország (RUS) | 196      | Olga Kosztyenko           | 55,66    | (6)      | 1:55,766 | (6)      | X            |
| 6.       | 8.    | Oroszország (RUS) | 196      | Olga Kosztyenko           |          |          | 1:00,106 | (7)      | X            |
| 6.       | 8.    | Oroszország (RUS) | 196      | Olga Kosztyenko           | 1,85     |          | 3,136    |          | X            |
| 7.       | 2.    | Csehország (CZE)  | 73       | Michaela Strnadová        | 56,24    | (8)      | 1:56,154 | (7)      | X            |
| 7.       | 2.    | Csehország (CZE)  | 73       | Michaela Strnadová        |          |          | 59,914   | (6)      | X            |
| 7.       | 2.    | Csehország (CZE)  | 73       | Michaela Strnadová        | 2,43     |          | 3,524    |          | X            |
| 8.       | 9.    | Ausztrália (AUS)  | 6        | Amanda Rankin             | 54,18    | (2)      | 1:56,198 | (8)      | X            |
| 8.       | 9.    | Ausztrália (AUS)  | 6        | Amanda Rankin             |          |          | 1:02,018 | (8)      | X            |
| 8.       | 9.    | Ausztrália (AUS)  | 6        | Amanda Rankin             | 0,37     |          | 3,568    |          | X            |
| 9.       | 1.    | Argentína (ARG)   | 2        | Fernanda Lauro            | 57,06    | (9)      | 2:00,198 | (9)      | X            |
| 9.       | 1.    | Argentína (ARG)   | 2        | Fernanda Lauro            |          |          | 1:03,138 | (9)      | X            |
| 9.       | 1.    | Argentína (ARG)   | 2        | Fernanda Lauro            | 3,25     |          | 7,568    |          | X            |

| Hivatalos személyek | Hivatalos személyek         | Hivatalos személyek | Hivatalos személyek       |
| ------------------- | --------------------------- | ------------------- | ------------------------- |
| Versenyigazgató:    | Frank Garner (kanadai)      | Pályabíró:          | Cecilia Farias (argentin) |
| Indítóbíró:         | Gunter Stahlschmidt (német) | Pályabíró:          | Miroslav Haviar (szlovák) |
|                     |                             | Vezető célbíró:     | Onorato Lanza (olasz)     |

| Időjárási viszonyok  | Időjárási viszonyok | Időjárási viszonyok | Időjárási viszonyok | Időjárási viszonyok | Időjárási viszonyok |
| -------------------- | ------------------- | ------------------- | ------------------- | ------------------- | ------------------- |
| Levegő hőmérséklete: | 19,0 °C             | Szélerősség:        | 1,1 / 0,2 m/s       | Szélirány:          |                     |
| Víz hőmérséklete:    | 26,0 °C             | Körülmények:        | napos               | Szélirány:          |                     |
| Páratartalom:        | 68,0%               |                     |                     | Szélirány:          |                     |

#### Második középfutam
| Helyezés | Pálya | Nemzet                 | Rajtszám | Név                  | Eredmény | Eredmény | Eredmény | Eredmény | Kvalifikáció |
| Helyezés | Pálya | Nemzet                 | Rajtszám | Név                  | 250m     | 250m     | 500m     | 500m     | Kvalifikáció |
| -------- | ----- | ---------------------- | -------- | -------------------- | -------- | -------- | -------- | -------- | ------------ |
| 1.       | 5.    | Olaszország (ITA)      | 140      | Josefa Idem          | 52,74    | (1)      | 1:50,844 | (1)      | QF           |
| 1.       | 5.    | Olaszország (ITA)      | 140      | Josefa Idem          |          |          | 58,104   | (1)      | QF           |
| 1.       | 5.    | Olaszország (ITA)      | 140      | Josefa Idem          |          |          |          |          | QF           |
| 2.       | 6.    | Izrael (ISR)           | 137      | Larisza Peszjahovics | 55,63    | (2)      | 1:55,096 | (2)      | QF           |
| 2.       | 6.    | Izrael (ISR)           | 137      | Larisza Peszjahovics |          |          | 59,466   | (3)      | QF           |
| 2.       | 6.    | Izrael (ISR)           | 137      | Larisza Peszjahovics | 2,89     |          | 4,252    |          | QF           |
| 3.       | 3.    | Nagy-Britannia (GBR)   | 98       | Lucy Hardy           | 57,43    | (6)      | 1:56,432 | (3)      | QF           |
| 3.       | 3.    | Nagy-Britannia (GBR)   | 98       | Lucy Hardy           |          |          | 59,002   | (2)      | QF           |
| 3.       | 3.    | Nagy-Britannia (GBR)   | 98       | Lucy Hardy           | 4,69     |          | 5,588    |          | QF           |
| 4.       | 2.    | Egyesült Államok (USA) | 238      | Carrie Johnson       | 56,76    | (4)      | 1:56,712 | (4)      | X            |
| 4.       | 2.    | Egyesült Államok (USA) | 238      | Carrie Johnson       |          |          | 59,952   | (4)      | X            |
| 4.       | 2.    | Egyesült Államok (USA) | 238      | Carrie Johnson       | 4,02     |          | 5,868    |          | X            |
| 5.       | 7.    | Franciaország (FRA)    | 94       | Nathalie Marie       | 56,10    | (3)      | 1:57,944 | (5)      | X            |
| 5.       | 7.    | Franciaország (FRA)    | 94       | Nathalie Marie       |          |          | 1:01,844 | (5)      | X            |
| 5.       | 7.    | Franciaország (FRA)    | 94       | Nathalie Marie       | 3,36     |          | 7,100    |          | X            |
| 6.       | 8.    | Üzbegisztán (UZB)      | 240      | Yuliya Borzova       | 57,11    | (5)      | 1:59,560 | (6)      | X            |
| 6.       | 8.    | Üzbegisztán (UZB)      | 240      | Yuliya Borzova       |          |          | 1:02,450 | (6)      | X            |
| 6.       | 8.    | Üzbegisztán (UZB)      | 240      | Yuliya Borzova       | 4,37     |          | 8,716    |          | X            |
| 7.       | 9.    | Japán (JPN)            | 143      | Sirata Mijuki        | 58,20    | (7)      | 2:03,076 | (7)      | X            |
| 7.       | 9.    | Japán (JPN)            | 143      | Sirata Mijuki        |          |          | 1:04,876 | (8)      | X            |
| 7.       | 9.    | Japán (JPN)            | 143      | Sirata Mijuki        | 5,46     |          | 12,232   |          | X            |
| 8.       | 1.    | Vietnám (VIE)          | 247      | Đòàn Thị Cách        | 1:02,65  | (8)      | 2:06,692 | (8)      | X            |
| 8.       | 1.    | Vietnám (VIE)          | 247      | Đòàn Thị Cách        |          |          | 1:04,042 | (7)      | X            |
| 8.       | 1.    | Vietnám (VIE)          | 247      | Đòàn Thị Cách        | 9,91     |          | 15,848   |          | X            |
|          | 4.    | Lengyelország (POL)    | 167      | Aneta Pastuszka      |          |          |          |          | DSQ          |
|          | 4.    | Lengyelország (POL)    | 167      | Aneta Pastuszka      |          |          |          |          | DSQ          |
|          | 4.    | Lengyelország (POL)    | 167      | Aneta Pastuszka      |          |          |          |          | DSQ          |

| Hivatalos személyek | Hivatalos személyek         | Hivatalos személyek | Hivatalos személyek         |
| ------------------- | --------------------------- | ------------------- | --------------------------- |
| Versenyigazgató:    | Frank Garner (kanadai)      | Pályabíró:          | Charalampos Vlachos (görög) |
| Indítóbíró:         | Gunter Stahlschmidt (német) | Pályabíró:          | Vaskuti István (magyar)     |
|                     |                             | Vezető célbíró:     | Onorato Lanza (olasz)       |

| Időjárási viszonyok  | Időjárási viszonyok | Időjárási viszonyok | Időjárási viszonyok | Időjárási viszonyok | Időjárási viszonyok |
| -------------------- | ------------------- | ------------------- | ------------------- | ------------------- | ------------------- |
| Levegő hőmérséklete: | 19,0 °C             | Szélerősség:        | 0,4 / 0,4 m/s       | Szélirány:          |                     |
| Víz hőmérséklete:    | 26,0 °C             | Körülmények:        | napos               | Szélirány:          |                     |
| Páratartalom:        | 68,0%               |                     |                     | Szélirány:          |                     |

### Döntő
| Helyezés | Pálya | Nemzet               | Rajtszám | Név                  | Eredmény | Eredmény | Eredmény | Eredmény |
| Helyezés | Pálya | Nemzet               | Rajtszám | Név                  | 250m     | 250m     | 500m     | 500m     |
| -------- | ----- | -------------------- | -------- | -------------------- | -------- | -------- | -------- | -------- |
|          | 5.    | Magyarország (HUN)   | 131      | Janics Natasa        | 53,34    | (1)      | 1:47,741 | (1)      |
|          | 5.    | Magyarország (HUN)   | 131      | Janics Natasa        |          | 54,401   | (1)      |          |
|          | 5.    | Magyarország (HUN)   | 131      | Janics Natasa        |          |          |          |          |
|          | 7.    | Olaszország (ITA)    | 140      | Josefa Idem          | 54,07    | (2)      | 1:49,729 | (2)      |
|          | 7.    | Olaszország (ITA)    | 140      | Josefa Idem          |          | 55,659   | (2)      |          |
| 0,73     | 7.    | Olaszország (ITA)    | 140      | Josefa Idem          |          | 1,988    |          |          |
|          | 4.    | Kanada (CAN)         | 50       | Caroline Brunet      | 54,15    | (3)      | 1:50,601 | (3)      |
|          | 4.    | Kanada (CAN)         | 50       | Caroline Brunet      |          | 56,451   | (3)      |          |
| 0,81     | 4.    | Kanada (CAN)         | 50       | Caroline Brunet      |          | 2,860    |          |          |
| 4.       | 3.    | Németország (GER)    | 115      | Katrin Wagner        | 54,69    | (4)      | 1:52,557 | (4)      |
| 4.       | 3.    | Németország (GER)    | 115      | Katrin Wagner        |          |          | 57,867   | (9)      |
| 4.       | 3.    | Németország (GER)    | 115      | Katrin Wagner        | 1,35     |          | 4,816    |          |
| 5.       | 6.    | Szlovákia (SVK)      | 207      | Marcela Erbanová     | 55,69    | (6)      | 1:52,685 | (5)      |
| 5.       | 6.    | Szlovákia (SVK)      | 207      | Marcela Erbanová     |          |          | 56,995   | (6)      |
| 5.       | 6.    | Szlovákia (SVK)      | 207      | Marcela Erbanová     | 2,35     |          | 4,944    |          |
| 6.       | 2.    | Izrael (ISR)         | 137      | Larisza Peszjahovics | 55,43    | (5)      | 1:53,089 | (6)      |
| 6.       | 2.    | Izrael (ISR)         | 137      | Larisza Peszjahovics |          |          | 57,659   | (8)      |
| 6.       | 2.    | Izrael (ISR)         | 137      | Larisza Peszjahovics | 2,09     |          | 5,348    |          |
| 7.       | 9.    | Nagy-Britannia (GBR) | 98       | Lucy Hardy           | 56,73    | (7)      | 1:53,717 | (7)      |
| 7.       | 9.    | Nagy-Britannia (GBR) | 98       | Lucy Hardy           |          |          | 56,987   | (5)      |
| 7.       | 9.    | Nagy-Britannia (GBR) | 98       | Lucy Hardy           | 3,39     |          | 5,976    |          |
| 8.       | 8.    | Finnország (FIN)     | 90       | Jenni Honkanen       | 57,14    | (9)      | 1:53,937 | (8)      |
| 8.       | 8.    | Finnország (FIN)     | 90       | Jenni Honkanen       |          |          | 56,797   | (4)      |
| 8.       | 8.    | Finnország (FIN)     | 90       | Jenni Honkanen       | 3,80     |          | 6,196    |          |
| 9.       | 1.    | Kína (CHN)           | 59       | Li Ting              | 56,88    | (8)      | 1:54,473 | (9)      |
| 9.       | 1.    | Kína (CHN)           | 59       | Li Ting              |          |          | 57,593   | (7)      |
| 9.       | 1.    | Kína (CHN)           | 59       | Li Ting              | 3,54     |          | 6,732    |          |

| Hivatalos személyek | Hivatalos személyek         | Hivatalos személyek | Hivatalos személyek       |
| ------------------- | --------------------------- | ------------------- | ------------------------- |
| Versenyigazgató:    | Frank Garner (kanadai)      | Pályabíró:          | Cecilia Farias (argentin) |
| Indítóbíró:         | Gunter Stahlschmidt (német) | Pályabíró:          | Miroslav Haviar (szlovák) |
|                     |                             | Vezető célbíró:     | Onorato Lanza (olasz)     |

| Időjárási viszonyok  | Időjárási viszonyok | Időjárási viszonyok | Időjárási viszonyok | Időjárási viszonyok | Időjárási viszonyok |
| -------------------- | ------------------- | ------------------- | ------------------- | ------------------- | ------------------- |
| Levegő hőmérséklete: | 23,0 °C             | Szélerősség:        | 4,5 / 4,4 m/s       | Szélirány:          |                     |
| Víz hőmérséklete:    | 26,0 °C             | Körülmények:        | napos               | Szélirány:          |                     |
| Páratartalom:        | 49,0%               |                     |                     | Szélirány:          |                     |